# Col de la scapula
Le col de la scapula (ou col de l'omoplate) est le segment osseux cylindrique aplati d'avant en arrière qui relie la cavité glénoïde au niveau de l'angle latéral de la scapula.

## Description
Sa face antérieure est lisse.
Sa face postérieure est marquée d'un sillon par le passage du nerf supra-scapulaire. Le ligament transverse inférieur de la scapula s'y insère à proximité de la cavité glénoïde.
Sur sa face supérieure s'implante le processus coracoïde.